# Kanton Rians
Kanton Rians is een voormalig kanton van het Franse departement Var. Kanton Rians maakte deel uit van het arrondissement Brignoles en telde 9776 inwoners (1999).
Ingevolge het decreet van 27 februari 2014, met uitwerking eind maart 2015, werd het samengevoegd met het kanton Saint-Maximin-la-Sainte-Baume

## Gemeenten
Het kanton Rians omvatte de volgende gemeenten:
- Artigues
- Ginasservis
- La Verdière
- Rians (hoofdplaats)
- Saint-Julien
- Vinon-sur-Verdon